# Mopsos (Sohn des Ampyx)
Mopsos (altgriechisch Μόψος Mópsos) ist in der griechischen Mythologie
ein Lapith, Sohn von Ampyx und Chloris. Er half bei der Jagd auf den Kalydonischen Eber und war der Seher der Argonauten. Mopsos tötet in der Kentauromachie (Kentaurenkampf) den Kentauren Hodites.